# Jozef Púčik
Jozef Púčik (1912 – ???) byl slovenský a československý politik Komunistické strany Slovenska, poúnorový poslanec Národního shromáždění ČSR a Národního shromáždění ČSSR a ministr vlád Československa.

## Biografie
Ve volbách roku 1954 byl zvolen za KSS do Národního shromáždění ve volebním obvodu Banská Bystrica. Mandát obhájil ve volbách v roce 1960 (nyní již jako poslanec Národního shromáždění ČSSR za Západoslovenský kraj). V parlamentu setrval až do konce funkčního období, tedy do voleb roku 1964.
V letech 1946–1956 se uvádí jako člen Ústředního výboru Komunistické strany Slovenska. Zastával i vládní posty. Ve vládě Antonína Zápotockého a Viliama Širokého byl v roce 1951 a znovu v roce 1954 ministrem chemického průmyslu. Mezitím v letech 1951–1954 působil jako ministr a předseda Státního plánovacího úřadu. Funkci ministra chemického průmyslu pak zastával i v následující druhé vládě Viliama Širokého, třetí vládě Viliama Širokého a vládě Jozefa Lenárta až do roku 1965.
Během pražského jara v roce 1968 se angažoval v reformním proudu KSČ. Po invazi vojsk Varšavské smlouvy do Československa byl evidován jako „exponent pravice“. Je tehdy uváděn jako velvyslanec ČSSR v Budapešti.